# 활주로

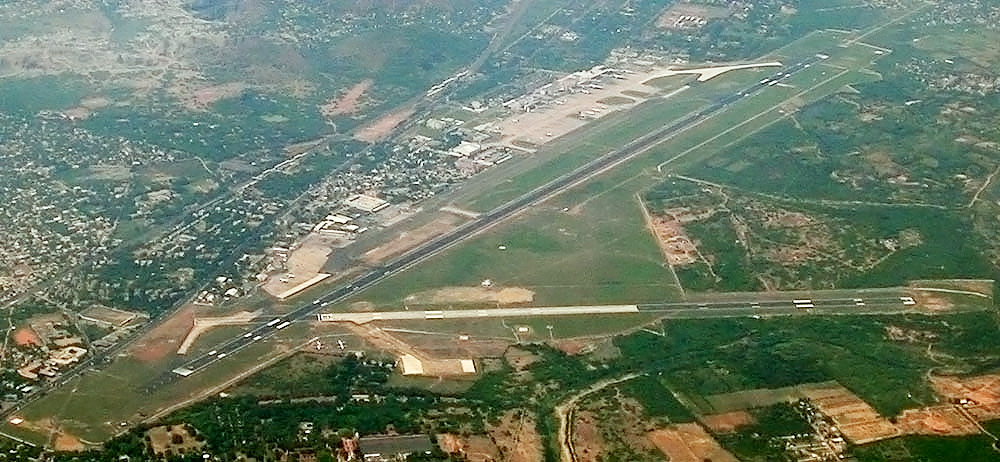
인도 첸나이에 있는 첸나이 국제공항의 활주로 항공 사진

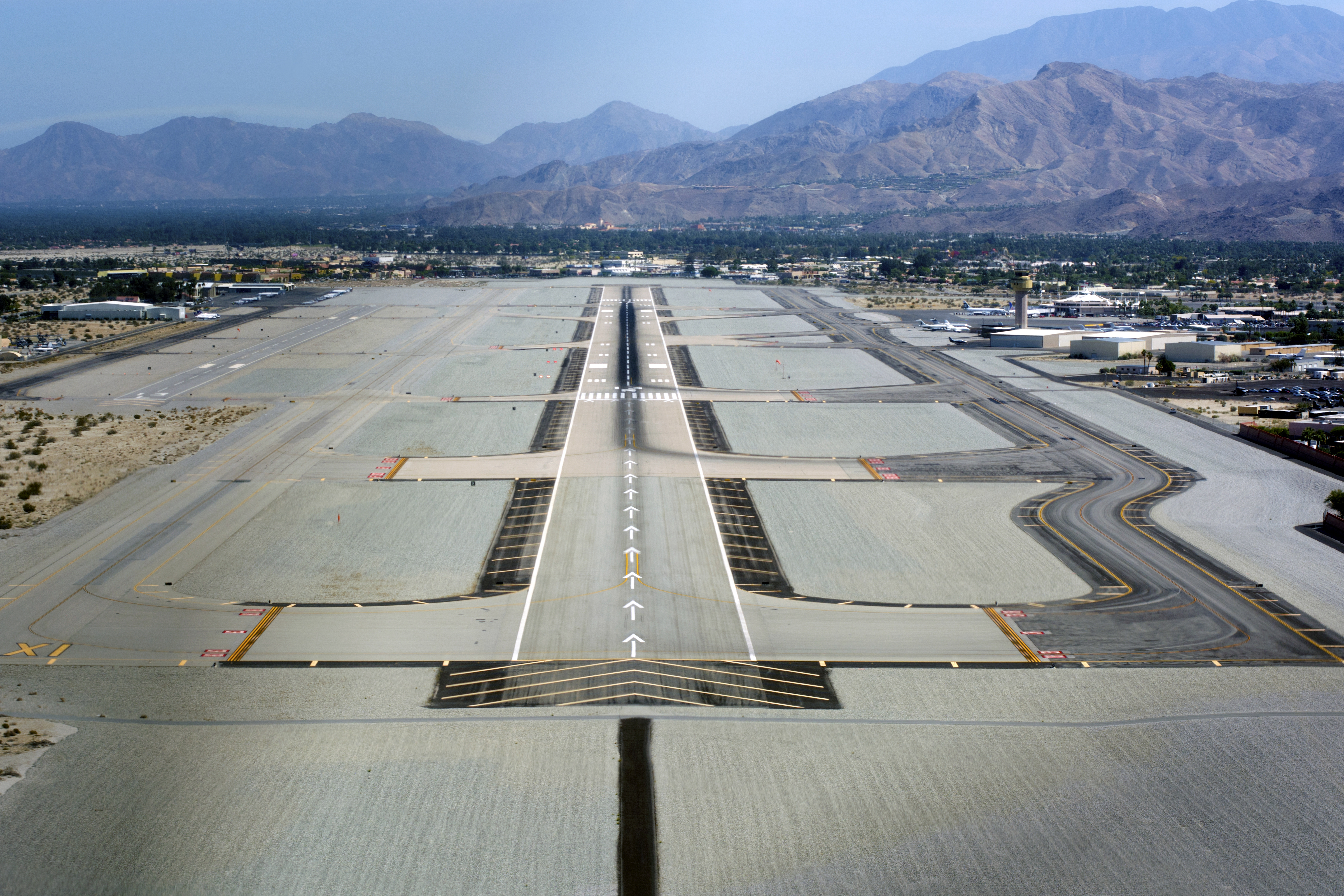
할주로로 착륙하는 비행기가 촬영한 활주로 항공사진

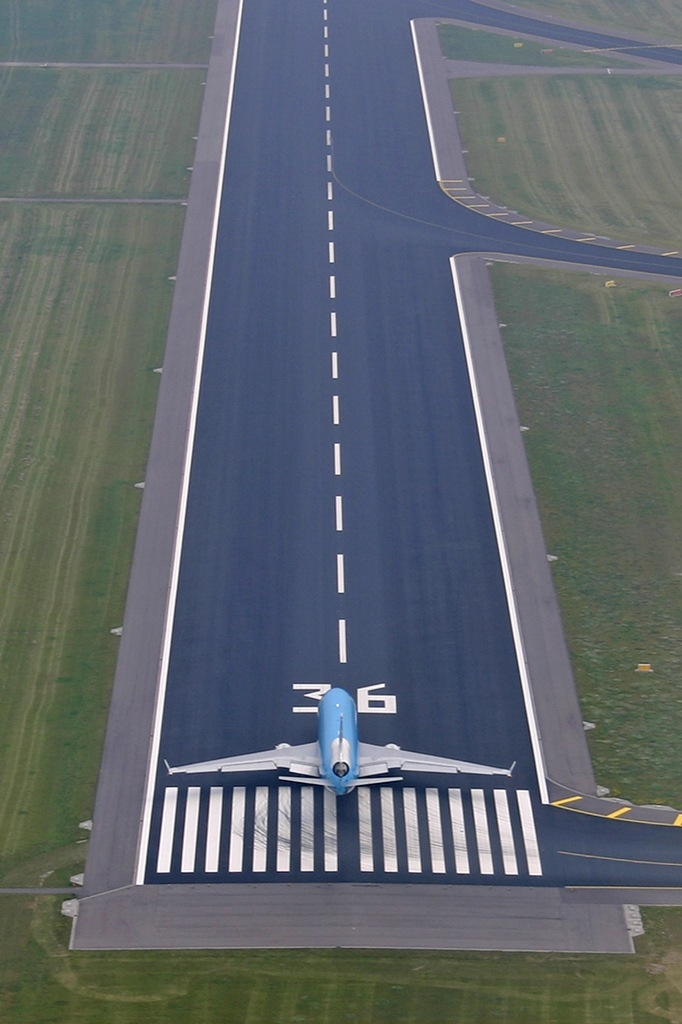
36번 활주로에서 비행기가 대기하고 있다.

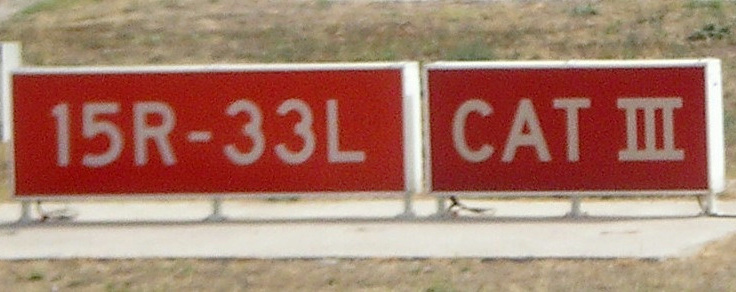
활주로 안내 표지판 뒷면에는 유도로 번호가 쓰여있다.

활주로(滑走路, 영어: runway)는 공항, 비행장 등에 설치된 시설 중 하나로, 비행기가 활주(taxiing)와 이 · 착륙을 하기 위해 사용하는 직선 모양의 도로이다.
보통은 아스팔트나 콘크리트 또는 아스콘 혼합물로 만들어진다. 여객공항의 활주로 넒이는 평균 왕복16차선이다.

## 개요
활주로는 외관은 단순한 기다란 도로이지만, 비행기가 착륙할 때의 충격에 견딜 수 있도록 일반 도로에 비해 튼튼한 특수한 설비이다. 야간에도 이착륙을 실시할 수 있도록 유도등이 있다.

## 역사
1916년, 제1차 세계 대전 당시 프랑스의 클레르몽페랑에 최초의 콘크리트 포장 활주로가 건설되어 현지 회사인 미쉐린이 브레게 항공 군용 항공기를 제조할 수 있었다.
1919년 1월 항공 선구자 오빌 라이트(Orville Wright)는 "명확하게 표시되고 주의 깊게 준비된 착륙 장소, 합리적으로 평평한 지면의 표면을 준비하는 것은 비용이 많이 드는 작업이며 유지 관리를 위한 지속적인 비용도 필요할 것"이라고 언급하며 활주로의 필요성을 강조했다.

## 방위

22번 활주로의 방위

활주로는 01부터 36까지 번호가 붙어 있는데, 활주로가 향하는 자기(磁氣) 방위를 10으로 나눈 수를 뜻한다. 즉, 활주로 번호 09는 동쪽  (90°), 18번은 남쪽 (180°), 27번은 서쪽 (270°), 36번은 북쪽 (주로 0°보다는 360°를 쓴다)을 표시한다. 09번 활주로에서 뜨거나 착륙할 때에는 비행기는 90°, 즉 동쪽으로 향해야 한다.
활주로는 보통 양방향으로 쓰이기 때문에 각 활주로 끝에는 각각 다른 번호가 표기되어있다. 예를 들면 33번 활주로는 다른 쪽 끝에는 15번 활주로로 쓰인다. 두 숫자의 차이는 항상 18 (= 180°)이다.

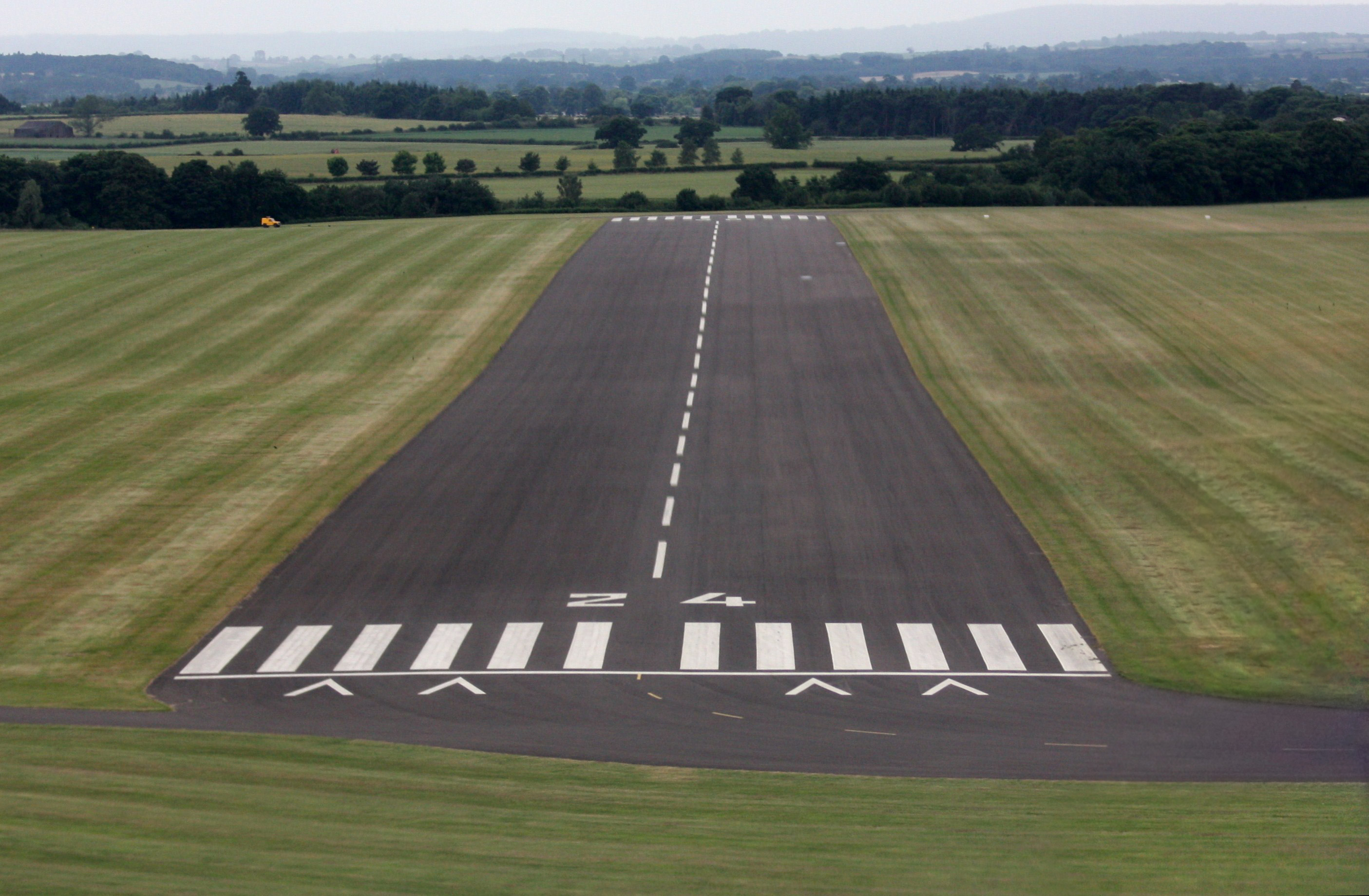
영국 시랍셔 코스포드 공항 24번 활주로 모습

같은 방향으로 향하는 평행한 활주로가 둘 이상 있을 경우 왼쪽, 중간, 오른쪽의 영문 약자를 붙인다. 예를 들면 15L, 15C, 15R 등이다. 그래서 활주로 33L은 반대편에서는 15R이 된다.
셋 이상 평행한 활주로가 있는 로스앤젤레스, 디트로이트, 하츠필드 잭슨 애틀랜타 국제공항, 덴버, 댈러스, 올랜도, 인천국제공항 등은 혼돈을 피하기 위해 실제로는 평행하다고 해도 10도를 약간 비틀어 표시한다. 예를 들어 댈러스 공항은 다섯개의 평행한 활주로가 있는데 이름은 17L, 17C, 17R, 18L과 18R로 실제 방향은 모두 175.4도이다.
무선 통신 규정에 따라 각 활주로의 이름은 영문 철자로 나누어 부른다. “runway three six, runway zero four”등이다.

## 규격

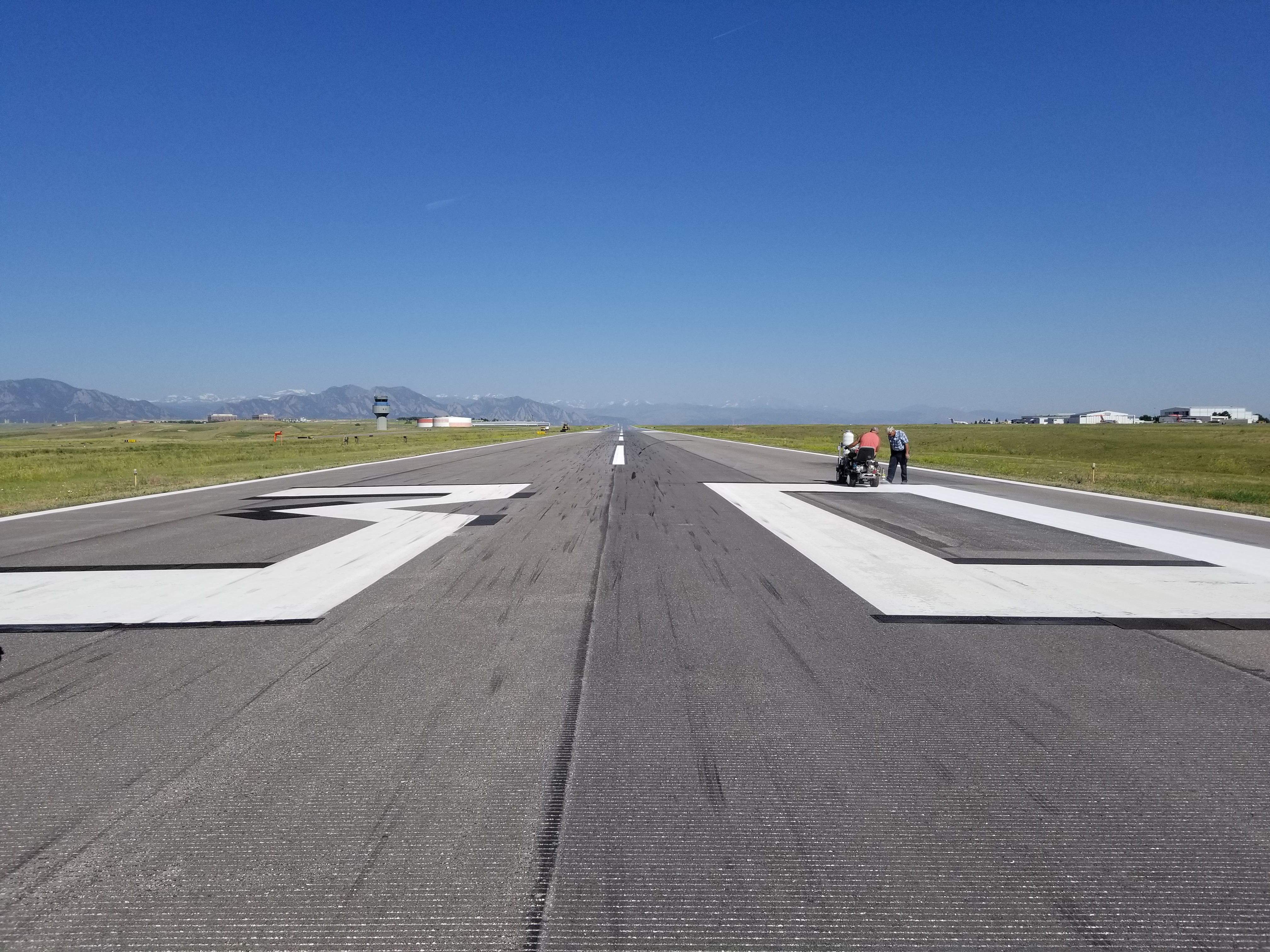
활주로의 넓이를 확인 할 수 있다.

일반적인 항공 공항용 활주로의 최소 규격은 길이 245 m (804 ft), 폭 8 m (26 ft)이다. 현존하는 가장 큰 활주로는 길이 11,917 m (39,098 ft) x 폭 274 m (899 ft)로 17/35 활주로로 우주왕복선 기지인 미국 캘리포니아 에드워드 공군 기지에 있다.

## 공시거리
국제 민간 항공 기구에서 국제상업 항공운송 이·착륙을 위해 반드시 계산되고 공시하여야 한다고 정한 거리로 활주로 본포장, 개방구역 및 정지로 등으로 구성된다. 실제 활주로 길이를 뜻하며 해당 정부가 공시하고 있다.
이륙 활주 가용거리
이륙 항공기가 지상활주를 목적으로 이용하는데 적합하다고 결정된 활주로의 길이 (TORA: take-off run available)
이륙 가용거리
이륙 항공기가 이륙하여 일정고도까지 초기 상승하는 것을 목적으로 이용하는데 적합하다고 결정된 활주로 길이로써, 이륙 활주 가용거리에 이륙 방향의 개방구역(clearway)을 더한 길이 (TODA: take-off distance available)
가속 정지 가용거리
이륙 항공기가 이륙을 포기하는 경우에 항공기가 정지하는데 적합하다고 결정된 활주로 길이로써, 이용되는 이륙 가용 활주거리(TORA)에 정지로(stopway)를 더한 길이 (ASDA: accelerate stop distance available)
착륙 가용거리
착륙 항공기가 지상활주를 목적으로 이용하는데 적합하다고 결정된 활주로의 길이 (LDA: landing distance available)

## 구역
- 활주로 종단 안전구역은 접근 활주로의 시단 앞쪽에 착륙하거나, 종단을 지나쳐 버린 항공기의 손상을 줄이기 위하여 활주로 중심선의 연장선에 대칭으로 착륙대 종단 이후에 설정된 구역이다. 깨끗하고 편편하게 포장되어 있어야 하고, 항공기 주행을 방해하는 장애물이 없어야 한다. (Runway end safety area)
- 활주로는 시단과 시단사이 표면을 말하며, 숫자와 중앙선 등으로 표시되어 있다.
- 제트분사패드는 항공기 제트분사에 의한 침식으로 가장자리 부분이 노출됨으로써 착륙하는 항공기가 위험하지 않도록, 활주로 시단 이전에 최소 길이 30m 이상 보강 포장되어 있는 구간이다. (Jet Blast pad)

- 이설시단은 활주로 끝에 있지 않고 다른 곳에 옮긴 시단을 말한다. 지상주행, 이륙 활주나 착륙 후 활주 등에 쓰이며, 착지점(touchdown point)으로는 쓸 수 없다. 보통 활주로 바로 앞에 장애물이 있거나, 소음을 줄일 목적 등으로 활주로 앞에 이설시단을 둔다. 흰색 화살표로 활주로 착륙 구간을 예고한다. (Displaced thresholds)

## 노면 표시

활주로의 방위를 알려주는 숫자의 규격

대부분의 대형 활주로에는 노면 표시와 기호
가 되어 있다. 대형 활주로에는 검은 상자에 흰 글씨로 잔여 거리가 표시되어 있으며, 천피트 단위로 7,000피트(2,134m)의 경우 7로 표시한다.

## 같이 보기
- 항공
- 계기착륙장치